# Heinrich-Lübke-Haus (Sundern)

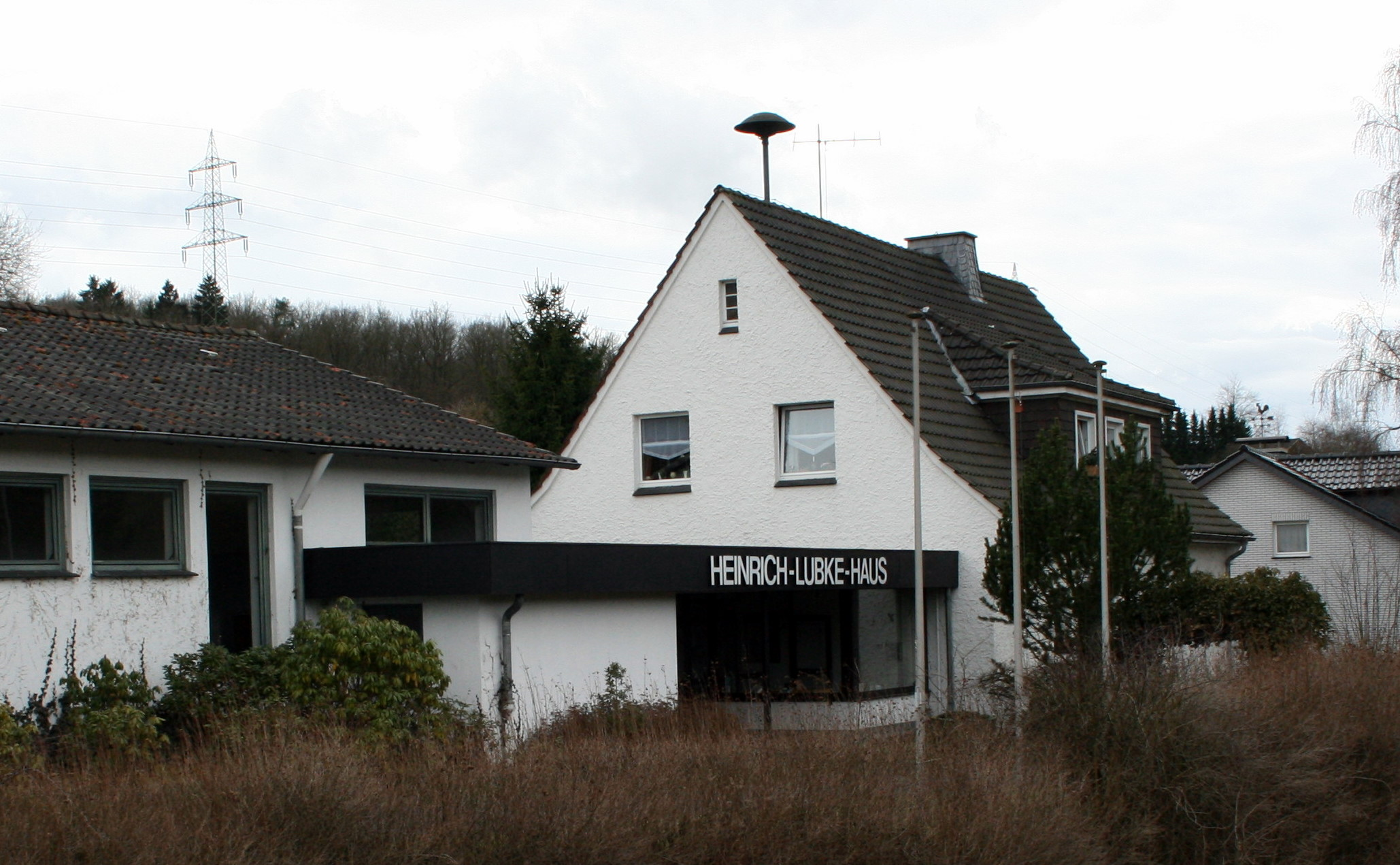
Heinrich-Lübke-Haus

Das Heinrich-Lübke-Haus in Sundern-Enkhausen war ein Museum und eine Gedenkstätte, die sich dem früheren Bundespräsidenten Heinrich Lübke gewidmet hat. Nach einem Wasserschaden ist das Gebäude derzeit nicht nutzbar und die Entscheidung über die weitere Nutzung steht noch aus. Die dort früher befindlichen Erinnerungsstücke befinden sich mittlerweile im Rathaus der Stadt Sundern und werden dort ausgestellt.
Es ist nicht zu verwechseln mit dem in Günne am Möhnesee befindlichen gleichnamigen Haus.
Nach dem Tod Lübkes wurde 1975 auf Initiative der Witwe Wilhelmine Lübke an seinem Geburtsort die Einrichtung gegründet. Das Haus, in dem ehemals die Schule des Ortes untergebracht war, wird von der Stadt Sundern getragen. In mehreren Räumen werden Erinnerungsstücke, Dokumente, Fotografien, Geschenke von Staatsbesuchen und Auszeichnungen Lübkes gezeigt. Markant sind große Fotocollagen mit historischen Aufnahmen aus seiner Amtszeit. Im Haus befindet sich eine Galerie von Staatsoberhäuptern, mit denen Lübke zusammengetroffen ist. Konzipiert wurde die Ausstellung von Hugo Borger, dem ehemaligen Direktor des römisch-germanischen Museums in Köln. Auch der Beruf des Vaters wird in Form eines Schustertisches visualisiert.
Im Laufe der Zeit kamen auch Erinnerungsstücke an seinen Bruder, den ehemaligen schleswig-holsteinischen Ministerpräsidenten Friedrich-Wilhelm Lübke, hinzu. Das regionale Original Elisabeth Agnes Becker, auch Butterbettchen genannt, wird ebenfalls thematisiert.
Die Anziehungskraft des Hauses ist indes gering. Die Besucherzahl betrug Ende der 1980er nur etwa 1.000 im Jahr. Das machte es gemessen am Zuschuss pro Eintrittskarte zu einem der am stärksten subventionierten Museen in Deutschland. Etwa 10.000 Mark ließ sich die Stadt Sundern das Gedenken der großen Söhne jährlich kosten. Heute kommen in diesem Zeitraum etwa 300 Personen. 
An den ersten Amtsinhaber Theodor Heuss wird in Brackenheim erinnert, offenbar mit mehr Resonanz.
Wilhelmine Lübke hatte als Erbin ihres Mannes die Erinnerungsstücke der Stadt Sundern hinterlassen. Allerdings gibt es darüber keinen schriftlichen Vertrag. Nach dem Tod der Witwe beanspruchte eine Erbengemeinschaft aus Nichten und Neffen Lübkes die Stücke, um sie an anderer Stelle (auf der Burg Arras) auszustellen.
Direkt gegenüber auf der anderen Straßenseite liegt der Friedhof von Enkhausen, wo sich auch das Grab der Familie Lübke befindet.